# Франсіско де Сурбаран
 Франсі́ско де Сурбара́н  (ісп. Francisco de Zurbarán; 7 листопада, 1598 — 27 серпня 1664) — відомий іспанський живописець, представник севільської школи, майстер монументальної композиції та натюрморту.

## Біографія

### Молоді роки

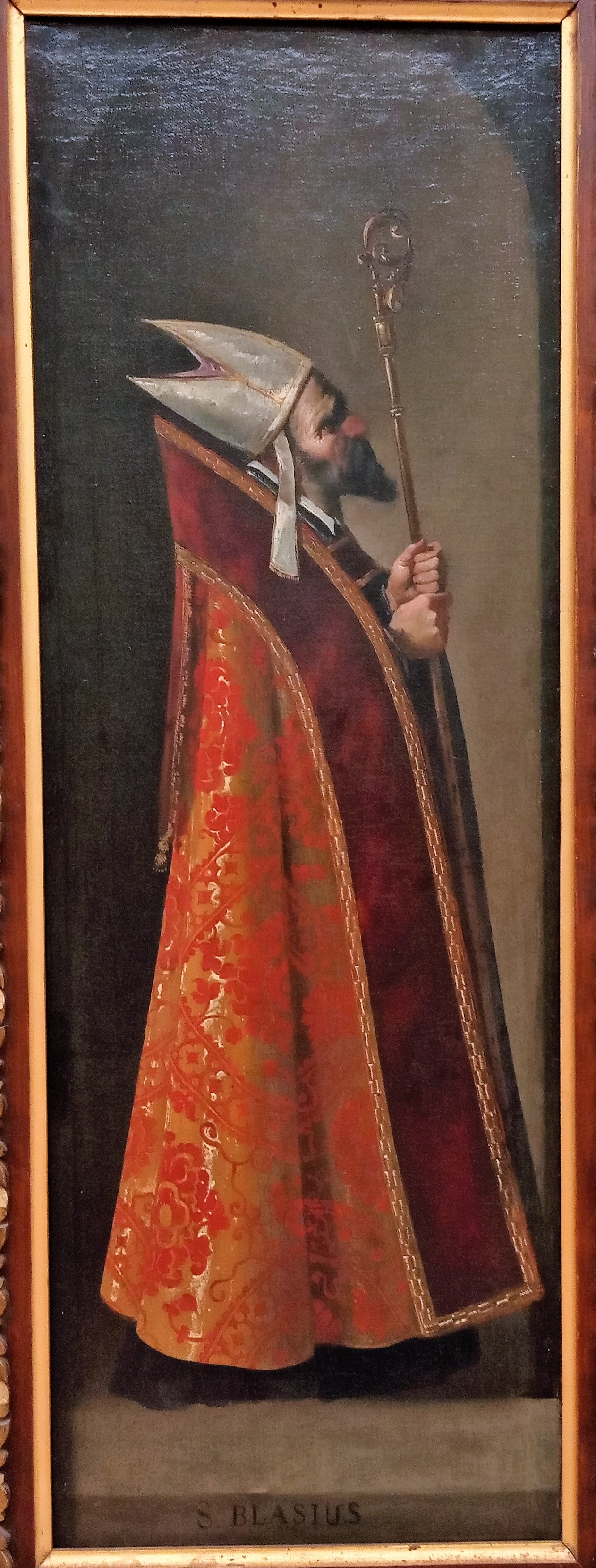
Святий Власій (Бухарест, Галерея Європейського мистецтва)

Народився Франсіско у невеличкому селищі Фуенте де Кантос неподолі міста Л'єрена у Андалузії. Його батьком був заможний крамар Луїс де Сурбаран (за національністю баск). Мати звали Ісавелья Маркес. У 1613 році Луїс де Сурбаран уклав угоду стосовно трирічного навчання Франсіско у маловідомого художника Педро Вільянуева в Севільї. Той займався розмальовуванням дерев'яних скульптур для монастирів. Ця справа тоді була дуже вигідною економічно. Вже у 1616 році Франсіско створив першу картину «Непорочне зачаття».
У 1617 році Франсіско де Сурбаран відкриває власну майстерню у богатому Л'єрені. На жаль, відомостей про замовлення, які він тут виконував, залишилися лише на папері. Це пов'язано з тим, що під час війни Іспанії з Португалією у 1640 році багато церков й монастирів (котрі мали твои художника) було зруйновано.
В цей же час Сурбаран одружується з донькою коноваля Марією Паес. У них було дві доньки — Марія та Ісабель Паула, а також син Хуан де Сурбаран. У 1623 році помирає Марія Паес, а в 1625 році Франсіско взяв за дружину доньку багатого патриція Беатриче де Моралес. Того ж року він почав отримувати великі замовлення із Севільї — «Свята Лусія», «Святий Михаїл, який б'ється з демоном».

### Творчість й подальше життя

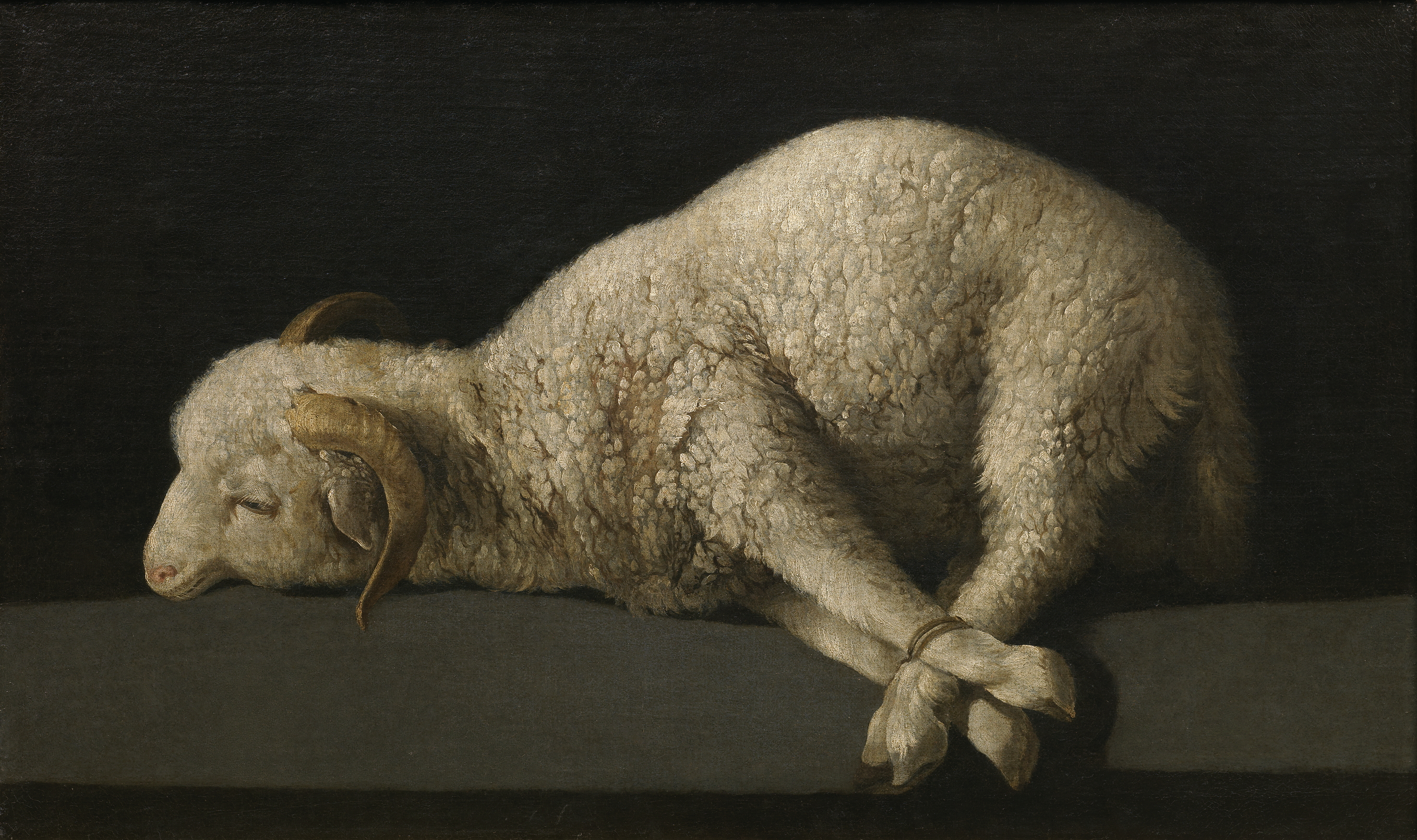
«Агнець Божий», 1635—40, Музей Прадо, Мадрид

У 1626 році Сурбаран підписує свій перший значний контракт із домініканським монастирем Сан-Пабло Ель Реаль у Севільї. За цим контрактом Франсіско створює 21 картину, зокрема «Зцілення Богоматерю Св. Регинальда», «Народження Богоматері», «Христос-хлопчик», «Свята родина з Ганною, Йоакимом та Іваном Хрестителем», «Марія серед своїх батьків» та ін.
Успішне виконаннях цих робіт приносить славу Сурбарану. Він стає персональним художником монастирів. Наступні контракти з монастирем ла Мерсед Кальсала (1628 рік)та Колегією Святого Бонавентури (1629 рік) тільки підтримують авторитет художника.
Муніципалітет Севільї пропонує Сурбарану стати міським художником. Це викликало незадоволення у севільських художників, які вимагали провести іспит для Франсіско. На що той заявив: достатньо поглянути на цикли з життів Св. Бонавентури та Св. Ноласко, створенні Франсіско, щоб зрозуміти рівень його майстерності.

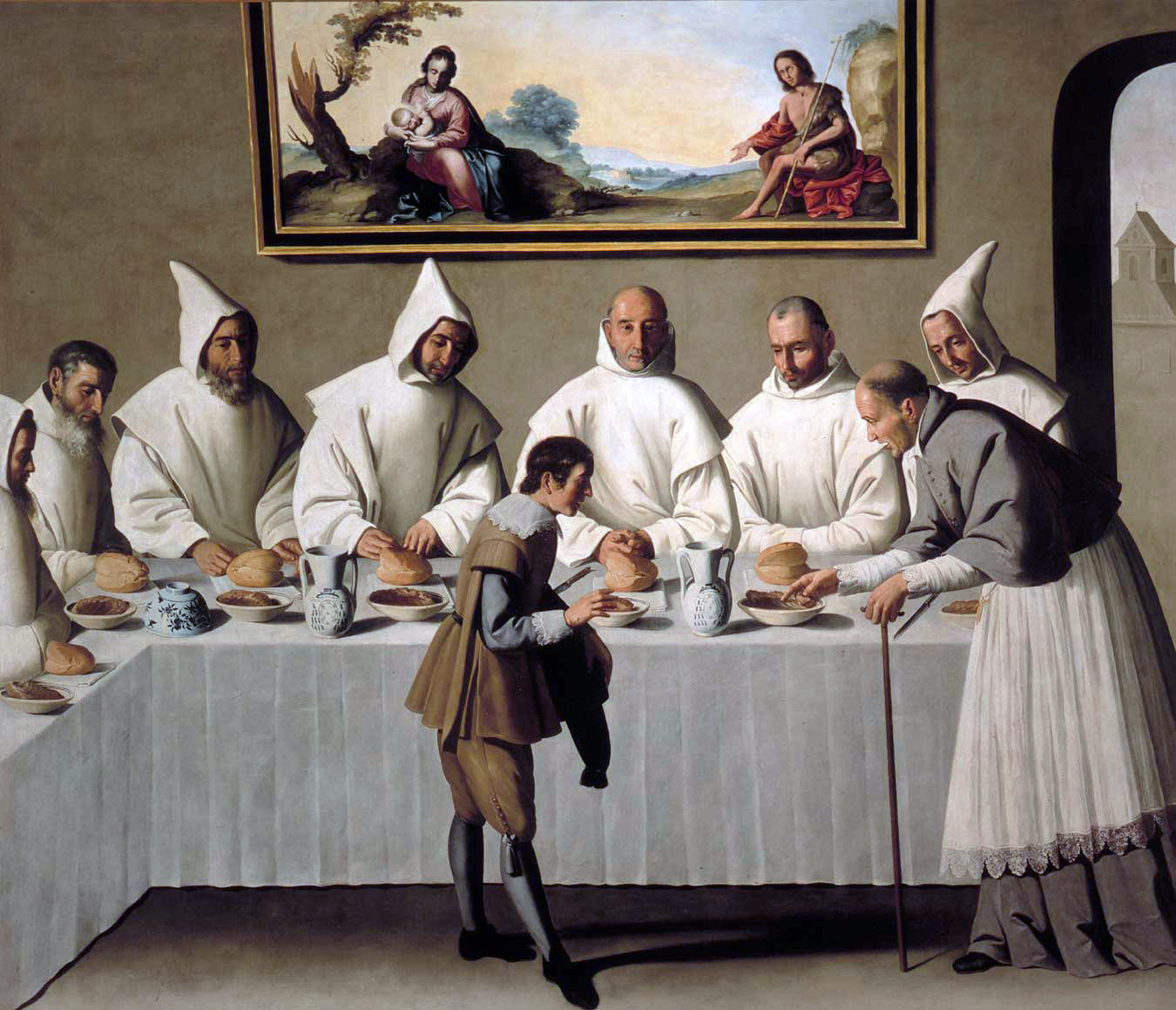
Монастирське життя

До 30-х років XVII ст. де Сурбаран повністю склався як неповторний художник релігійних сцен. З 1633 року й до кінця життя Франсіско де Сурбаран виконує не тільки серії релігійних картин, але й зображує життя монастирів, їх легенди, малює уславлених або канонізованих ченців (Єронімо Переса, Франсіско Сумеля, Ерандо Сант'яго. Педро де Он'я — в монастирі Мерсед Кальсала в 1633—1634 роках). Більш вражаючі картини зображені в картезіанському монастирі у місті Херес в 1637—1640 роках.
Суто світських портретів у Сурбаран досить мало — портрети графа Торрепальма у дитинстві та Алонсо де Ведуго. Хоча портретність притаманна більшості його зображень святих жінок (Св. Полонія, Лувр, Св. Касильда тощо).

У 1634 році Сурбаран створює серію картин «Подвиги Геракла». За цю серію він отримав від короля Іспанії Філіпа IV. 

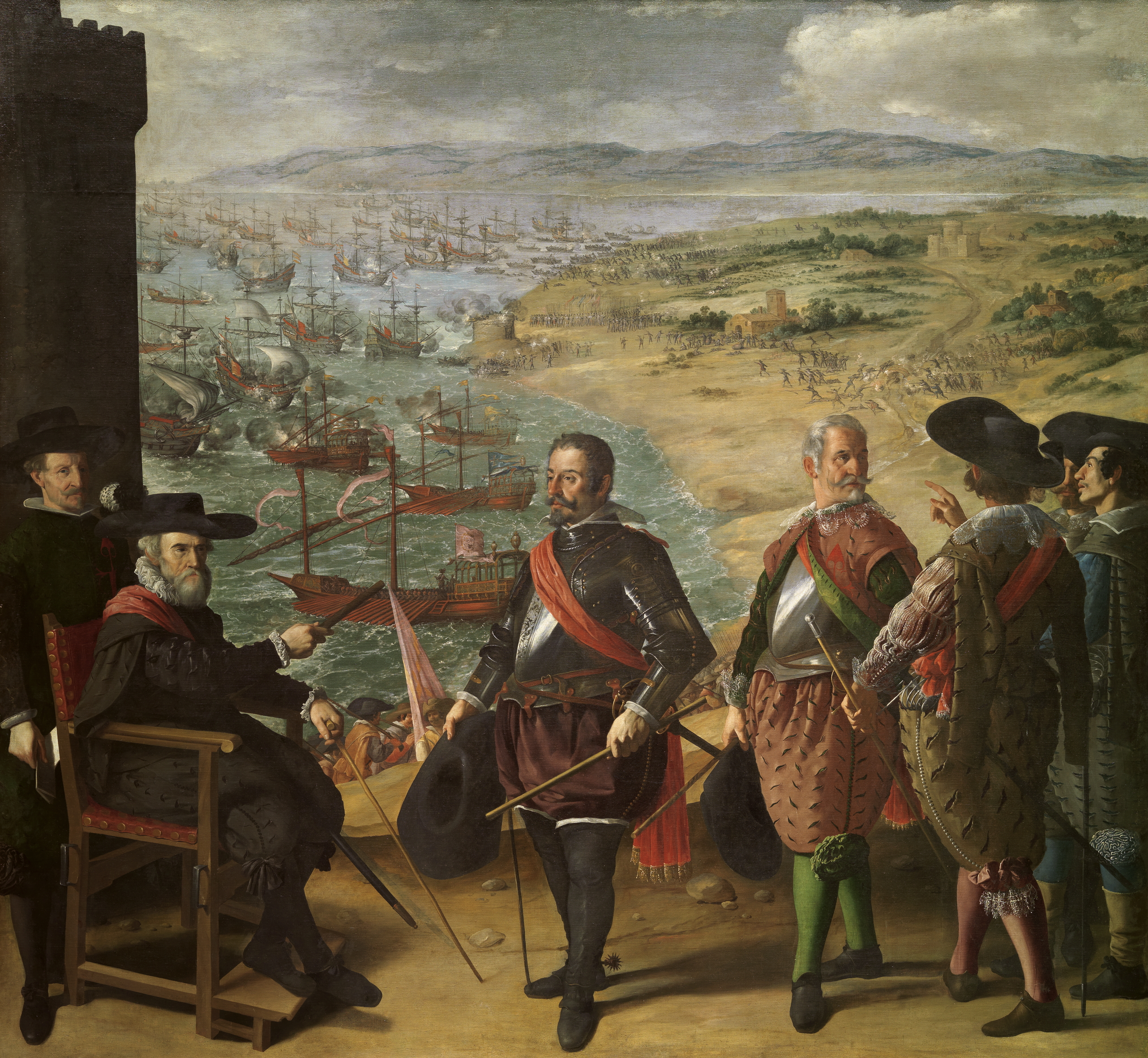
Звільнення Кадиса

 У Мадриді Сурбаран створює величні картини — «Звільнення Кадіса» та «Вигнання голландців з острова Святого Мартина».
Через деякий час Сурбаран повертається з Мадрида до Севільї з десятком учнів.
Найулюбленішим у Ф. де Сурбарана жанром світського живопису був натюрморт — «Натюрморт із серветкою», «Чашка шоколада та троянда на срібній таці», «Натюрморт з чотирма посудинами», що стали шедеврами іспанського мистецтва у цій галузі в 17 столітті.
У 1638 році найвідоміший та найбагатший іспанський монастир у Гваделупі запросив Сурбарана прикрасити каплицю Святого Єроніма. Протягом 1638-1639 років Франсіско створив вісім  монументальних картин, кожна з яких мала розмір 2,90 Х 2,22 м.
У 1639 році помирає його друга дружина — Беатріче. Тяжкий психологічний стан художника знаходить своє відображення у картині «Святий Франциск».
Вже у 1644 році Франсіско де Сурбаран знову одружується на багатій доньці золотих справ майстра Леонері де Тордера. За десять років у них народилося шестеро дітей. Художник бере великі замовлення, виконані за допомогою учнів — більшу частину відправляє до американських міст і монастирів Ліми (35 картин), Буенос-Айреса (80 картин) та інші міста Південної Америки.

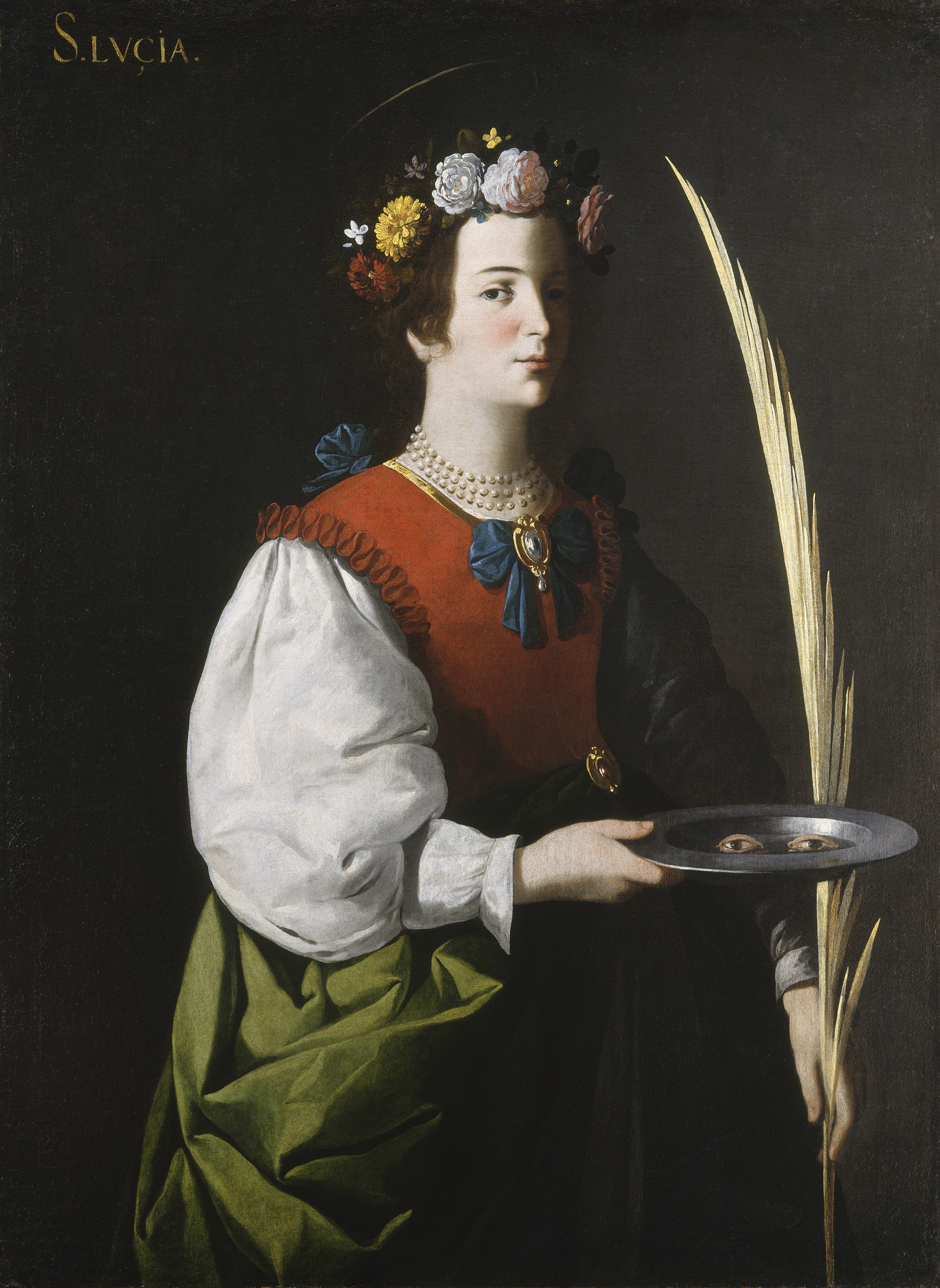
Св. Лусія, Вашингтон, Національна галерея мистецтв.

 В період 1638—1645 років Сурбаран звертається до зображення поодиноких фігур святих жінок — Св. Агати, Маргарити, Аполонії, Лусії, Касільди, Катерини, Єлизавети.
В останній період творчості (1658—1664 роки) найулюбленішою темою Сурбарана стає зображення Мадонни з немовлям. Але поступово популярність Франсіско згасає. В Севільї більш затребуваним стає молодий художник Бартоломео Естебан Мурільйо. Тому Франсіско, який мав велику родину, переїхав до Мадриду, сподіваючись на допомогу Веласкеса й розраховуючи отримати замовлення серед аристократії. Але ці сподівання не виправдалися. 28 серпня 1664 року Франсіско де Сурбаран помер у Мадриді у повних злиднях та забутті.

## Найвідоміші картини
- «Явлення апостола Петра святому Петру Ноласко», 1629, Музей Прадо, Мадрид
- «Видіння Святого Родрігеса». 1630 рік.
- «Апофеоз Фоми Аквінського». 1631 рік.
- «Кардинал Микола Альберті».
- «Портрет блаженного Хуана Уггона».
- «Портрет доктора Саламанкського університету».
- Натюрморт з лимонами, апельсинами і трояндою. 1633 рік.
- Серія «Подвиги Геракла». 1634 рік.
- «Звільнення Кадиса». 1634 рік.
- «Свята Ізабела Португальська», бл. 1635, Музей Прадо, Мадрид
- «Агнець Божий», 1635—40, Музей Прадо, Мадрид
- Картинна галерея каплиці Св. Єроніма — «Бачення брата Педро з Саламанки», «Молитва брата Хуана де Карріон», «Спокуса брата де Оргас», «Спокуса Святого Єроніма» — 1638—1639 роки.
- «Отроцтво Марії». 1640—1650 роки.
- «Натюрморт з горщиками», бл. 1650, Музей Прадо, Мадрид
- «Мадонна з немовлям та Іваном Хрестителем». 1658 рік.